# 補助証拠
補助証拠（ほじょしょうこ）とは、証拠の種類の一つ。

## 概要
主要事実の存否に関する実質証拠の証明力を強めたり弱めたりする事情である補助事実を証明するための証拠のことである。供述証拠に関する補助事実については供述者の観察能力、観察条件、供述の形成過程、記憶の汚染の有無、供述者の誠実性や利害関係がある。
以下の3つに分類される。
- 実質証拠の証明力を減殺する補助証拠のことを弾劾証拠
- 弾劾された証拠の証明力を回復するための補助証拠を回復証拠
- 弾劾される前に証拠の証明力を上げるための補助証拠を増強証拠

刑事訴訟法第328条により、伝聞証拠禁止の原則に当たらない公判外供述でも、公判供述の証明力に関する補助証拠として使うことは許されている。
伝聞証拠禁止の原則の例外としての補助証拠はあくまで供述の信用性を巡って提出される証拠であるため、犯罪の事実認定の資料とすることは許されない（最高裁昭和28年2月17日決定・刑集7巻2号237頁）。なお、伝聞証拠禁止の原則の例外としての補助証拠は自己矛盾供述に限られ、同人の供述書、刑事訴訟法の定める要件を満たした供述録取書、同人の供述を聞いたとする者の公判における供述またはこれと同視できる供述に限定されるとする（東住吉事件の最高裁平成18年11月7日決定・刑集60巻9号561頁）。